# 李慧詩

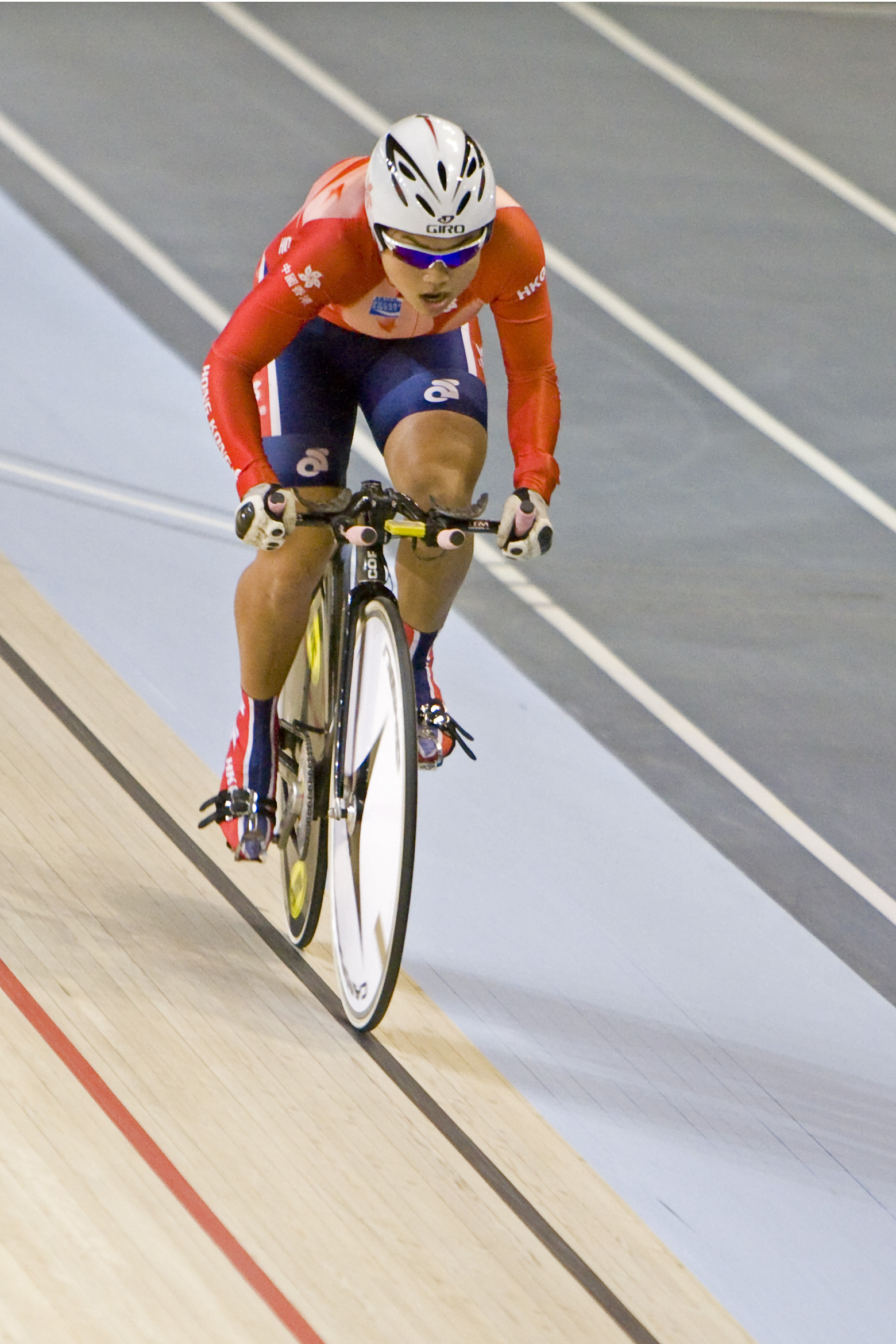
2010年比賽中的李慧詩

李慧詩，SBS，MH（1987年5月12日—），出生於香港，籍貫廣東潮州，前香港著名女子單車運動員，素有「牛下女車神」之稱，於2012年夏季奧林匹克運動會女子單車競輪賽中贏得銅牌，為香港隊史上第三面於奧運會中贏得的獎牌，亦是繼李麗珊後第二位出生於香港而在奧運會中贏得獎牌的運動員。2013年世錦賽，李慧詩在500米計時賽贏得金牌，成為香港首位女子單車世界冠軍，繼黃金寶、郭灝霆和梁峻榮後，成為香港第四位獲取「彩虹戰衣」的運動員。2019年世錦賽，李慧詩先後在個人爭先賽及競輪賽贏得金牌，獲得她的第二及第三件彩虹戰衣。
李慧詩獲選為2018年度香港十大傑出青年。
2021年，李慧詩再於2020年夏季奧林匹克運動會女子單車個人爭先賽中贏得銅牌，為首位香港運動員先後於兩屆不同的奧運會獲得獎牌。

## 出身及早期生活
李慧詩患有先天性貧血，幼年時體格比同齡人差。每次比賽之前都要接受高強度訓練。 訓練後她的肌肉赤痛感比一般人嚴重、需更長時間恢復。小時候，李慧詩於牛頭角下邨長大，小學畢業於天主教柏德學校，自小便喜愛運動，中學就讀梁式芝書院，其出眾爆發力被體育教師發掘，於是獲挑選加入學校田徑隊，參加校際100米及400米賽跑。就讀中學三年級時，學校推薦她參加「明日之星」計劃，完成體能測試後，獲得香港單車聯會挑選參與運動員訓練，直到會考畢業後，於2004年決定展開其運動員職業生涯。單車領隊洪松蔭以「體格精奇」形容她。

## 運動員生涯

### 2010—11年：亞運金牌，亞錦賽金牌
2010年11月，李慧詩代表香港參加2010年廣州亞運會，李慧詩在500米計時賽，以33.945秒破亞洲紀錄的成績奪金，並且擊敗衛冕的中國隊選手郭爽，這面金牌是李慧詩在亞運會的首面金牌。此外，在單車爭先賽銅牌戰中，連續兩場勝出，擊敗韓國隊選手金元境，贏得銅牌。
2010年的香港傑出運動員選舉，李慧詩獲得「香港最具潛質運動員」獎項。
2011年在呵叻舉辦的亞洲單車錦標賽，李慧詩奪得一面500米計時賽金牌，首度在該賽事中奪得金牌。

### 2012年：倫敦奧運銅牌、世界盃總冠軍
2012年2月，李慧詩出戰吉隆坡舉行的亞洲單車錦標賽，突破去屆的成績取得了兩金一銅。同月，她又在世界盃英國站贏得繼爭先賽銅牌和競輪賽銀牌。2012年夏季奧林匹克運動會自由車女子凱林賽，香港單車運動員李慧詩奪得銅牌。
2012年8月4日香港時間凌晨1時38分，作為開幕禮持旗手的李慧詩代表香港於2012年倫敦奧運單車女子競輪賽決賽中贏得銅牌，是為香港歷史上第三面奧運獎牌，亦是香港歷史上首面銅牌。她在競輪賽第一輪失利，但是通過了復活賽晉級。在決賽，她排在第二線道。電單車司機引領6位車手慢慢提速，車手首五圈半不能夠超越引領員。電單車駛開後，進入最後兩圈半衝刺，東道主英國的維多利亞·彭德爾頓衝上頭位。李慧詩則緊追中國的郭爽，又成功避開後方的法國追兵，最後以第三名過終點，獲得香港在歷屆奧運會中的首面銅牌。恒生銀行透過《恒生優秀運動員獎勵計劃》向她發放了75萬港元現金獎勵。
至於2012年倫敦奧運爭先賽，她只能在9-16強爭名次賽，最終位列總排名第10。
戰畢奧運會後，李慧詩繼續參加世界盃分站賽事。2012-2013場地單車世界盃有三站賽事，分別於2012年10月月中於哥倫比亞卡利、於11月中於英國格拉斯哥及於2013年1月月中於墨西哥阿瓜斯卡連特斯舉行。
2012年10月13日，李慧詩在場地單車世界盃哥倫比亞站中先後擊敗兩名英國車手、歐洲冠軍華莉舒和占姆絲，贏得爭先賽冠軍。她亦有參與500米計時賽（盃賽中只有英國站舉行此項目），排名第五。
2013年1月18日，李慧詩完成盃賽中爭先賽的全部三站賽事，憑藉總得分27分奪得總冠軍（三站分別得第1名有12分、第4名得7分及第3名得8分）。1月19日，她完成同盃賽的競輪賽三站賽事，憑藉總得分20分奪得總冠軍（第6名（5分）、第3名（8分）、第4名（7分））。

### 2013年：首件彩虹戰衣
2013年2月21日，李慧詩於白俄羅斯舉行的2013年世界場地單車錦標賽女子500米計時賽中12名參賽者中，排第10名出場，於首250米賽事中，她排名第3位，其後不斷追前，於後半段時間領先，結果造出33秒973的比賽時間，以0.023秒力壓德國的米丽亚姆·威尔特奪得金牌，成為香港首位女子單車比賽世界冠軍，並且得以穿上彩虹戰衣。2月23日，李慧詩於女子個人爭先賽的預賽中造出11秒070的比賽時間，在21名參賽者中排名第3位，晉級準決賽。於準決賽中，李慧詩先後擊敗澳洲的卡勒·麦卡洛克和史蒂芬妮·莫頓，成功晉級4強。惟在4強比賽中敗於德國的克里斯蒂娜·沃格尔，只能夠與中国的郭爽爭奪銅牌。於銅牌戰中，李慧詩狀態大勇，以2比0擊敗勁敵郭爽，成功奪得一面銅牌；成為香港歷史上首位於同屆世界賽中贏得逾一面獎牌的運動員。
2013年3月，李慧詩於印度舉行的亞洲單車錦標賽500米場地計時賽及競輪賽中勝出，贏得兩面金牌。
2013年7月，李慧詩在澳洲阿德萊德國際自盟場地賽全勝包攬7金。澳洲以「香港颶風」橫掃澳洲形容李慧詩，參加31場賽事全勝，包攬女子短距離全部7項冠軍。
2013年9月6日，李慧詩在遼寧瀋陽舉行的第十二屆中華人民共和國全運會競輪賽奪得金牌，是她第2次參加全運以來首枚獎牌，亦為香港隊在該屆全運會中唯一的金牌。

### 2014年：亞運雙金牌
2014年亞洲運動會，李慧詩憑驚人的爆發力，成功在其強項爭先賽及競輪賽獲得金牌，使她在亞運會的金牌數累積至3面。

### 2016年：里約熱內盧奧運失利、世錦賽銀牌
2016年里約熱內盧奧運會上，李慧詩在第1輪比賽以第1名完成比賽順利進入第2輪比賽，在第2輪比賽因發生碰撞意外而無法完成比賽，但她仍能於同日負傷參加第7-12名的決賽並以第1名完成比賽而取得第7名的成绩。與她發生碰撞的是她的好友澳洲選手安娜·米雷斯，由於對方並沒有超越紅綫而可以繼續比賽，並在本屆女子單車場地競輪賽取得銅牌。
在2016年8月14日下午4時起（日期和時間均為當地的日期和時間）的女子單車場地爭先賽中，李慧詩的資格賽排名是第3名。李慧詩負傷在第1輪比賽擊敗法國選手Virginie Cueff而順利進入第2輪比賽；
2016年8月15日上午10時起（第2輪比賽），李慧詩負傷參加第5-8名爭奪賽，可惜當時以0：2不敵最後的奧運金牌得主、德國的克里斯蒂娜·沃格尔，以第2名完成比賽而取得第6名的佳績（與第5名的中國選手鍾天使只相差0.005秒）。
完成奧運會後，李慧詩參加了合共四站的2016年日本女子競輪賽。
第一站（第二屆衛星會津盃）：10月2日-10月4日（新潟縣彌彥）
10月4日（星期二），李慧詩在日本新潟縣彌彥舉行的日本女子競輪賽（凱林賽）決賽，憑着爆發力在尾段「爆贏」里奧爭先賽銅牌得主、英國選手23歲的凯蒂·马尔尚特，勇奪首個日本女子競輪賽冠軍寶座。
第二站（每日體育盃）：10月15日-10月17日（山口縣防府）
10月17日（星期一），李慧詩在日本山口縣防府舉行的決賽，在最後一圈大爆發，從後追過三位車手，最終力壓日本車手尾崎睦和加拿大車手蘇妮雲（Monique Sullivan），繼彌彥站後再度贏得冠軍。
第三站（東京體育報社盃）：10月23日-10月25日（神奈川縣川崎）
10月25日（星期二），李慧詩以青綠色戰衣在雨中出戰競輪賽川崎站的壓軸決賽，並在最後一圈發力下，以超過五個車位拋離里奧爭先賽銅牌得主瑪珍等對手，大熱奪冠。
第四站（東京京王閣一級賽）：11月4日-11月6日（東京京王）
11月6日（星期日），李慧詩在東京舉行的日本女子競輪賽京王閣站總決賽，未能延續長勝優勢，穿著綠色戰衣、綠頭盔的慧詩最後以六名完成今站亦是最後一站的比賽，英國的瑪珍及德國克里斯蒂娜·沃格尔分列冠軍及亞軍。

### 2017年：世錦賽銅牌
2017年4月13日，232號的李慧詩於香港單車館舉行的2017年世界場地單車錦標賽女子爭先賽200米行進間計時賽中29名參賽者中，排第25名出場，並以前4名的佳績直接進入16強的8分1決賽。8分1決賽李慧詩以11秒475擊敗荷蘭的劳琳·范里森晉級，然後在「三場兩勝制」的4分1決賽在第二組跟澳大利亞車手卡勒·麦卡洛克對戰。14日晚的4分1決賽中，李慧詩不敵她的宿敵、德國的女警選手克里斯蒂娜·沃格尔，之後期後力壓立陶宛老將西蒙娜·克鲁佩茨凯特奪得銅牌。
2017年9月，李慧詩在第十三屆全國運動會奪得爭先賽及凱林賽兩面銅牌。

### 2018年：亞運雙金牌、世錦賽銀牌
李慧詩在2018年亞運會中，成功衛冕競輪賽和爭先賽的金牌，繼2014年後再次在亞運會奪得兩面金牌，使其金牌數累積至五面。

### 2019年：雙料世界冠軍
2019年1月9日於印尼舉行的亞洲場地單車錦標賽，李慧詩夥拍馬詠茹奪得團體競速賽銅牌，而兩人在2017年亦一同參與團體競速賽，當時得銀牌。1月11日，李慧詩在女子爭先賽中先在4強擊敗師妹李海恩，再連勝中國的鍾天使和韓國的李惠珍，奪得金牌。
同年1月19日，李慧詩於場地單車世界盃新西蘭站個人賽中連勝波蘭、法國、意大利選手和決賽的烏克蘭選手奪得金牌，連同2018年底的法國及加拿大站，李慧詩出戰3站世界盃爭先賽全部奪金而回。1月20日，她在場地單車世界盃新西蘭站競輪賽中擊敗英國選手再奪得金牌。同年6月，李慧詩於捷克及德國兩站競輪賽共獲得4金1銅。
2019年8月23日星期五，李慧詩為備戰東京奧運，今日起一連3天率隊於伊豆出戰日本場地盃。以無敵姿態，力壓澳洲隊星將摩頓，奪得女子爭先賽金牌，打響頭炮。
2019年10月在南韓仁川提前舉行的2020年亞洲場地單車錦標賽中，李慧詩成功在競輪賽和爭先賽奪金。

### 2021年：東京奧運銅牌
2021年8月，李慧詩於2020年夏季奧林匹克運動會出戰競輪賽及個人爭先賽。8月5日，李慧詩先於競輪賽以總成績第8完成賽事。
2021年8月8日，李慧詩於個人爭先賽4強首仗先不敵烏克蘭選手奧蓮娜·斯塔里科娃（Olena Starikova），後於銅牌戰擊敗德國選手兼世界冠軍愛瑪·軒絲（Emma Hinze），奪得其運動員生涯中第二面奧運銅牌，成為第一位先後於兩屆奧運中均奪得獎牌的香港運動員。李慧詩成為香港首名在倫敦奧運會女子凱林賽及東京奧運會均獲銅牌的運動員，李慧詩沒有太在意自己年齡，但傳媒經常提及，34歲的李慧詩稱「我又唔係選港姐，港姐到35歲還可以選，我下年無得選港姐」。李慧詩多謝團體：「他們用盡所有方法幫助我。感謝神，因為我真的感受到每一日的難處，不要去擔心每一日。多謝家人......爭先賽不斷和自己説不要大意，有時真的很大壓力，但又不想講出來。......多謝一眾隊友，和我一起訓練，和我在最艱難時都捱過。......13年了，沒有你們陪我走下去，我不會上得到頒獎台。......雖然好想有金牌，但人生就是這樣，未必每件事都盡善盡美，盡力就好。」
2021年9月13日，中华人民共和国第十四届全国运动会場地單車女子爭先賽，李慧詩贏得個人歷來全運會第二金，李慧詩稱：「滿意今日的表現，希望明天可以取得更好成績，不能再好了，希望明天也能奪得第一。」李慧詩於女子個人爭先賽決賽以2:0擊敗中國選手鍾天使，奪得金牌。
李慧詩於全運會女子競輪賽第三名衝線，奪得銅牌。

### 2023年：宣布退役
2023年6月5日，李慧詩宣佈退役，結束19年全職單車運動員生涯。

## 個人榮譽
- 銀紫荊星章（2022年）
- 銅紫荊星章（2017年）
- 榮譽勳章（2011年)
- 香港傑出運動員選舉

- 香港傑出運動員 - 星中之星（2012年、2013年、2014年、2016年、2018年、2019年 - 共6次當選）
- 香港傑出運動員（2012年、2013年、2014年、2015年、2016年、2017年、2018年、2019年、2021年 - 共9次當選）
- 香港最具體育精神運動員（2016年）
- 香港最具潛質運動員（2010年）

- 香港十大傑出青年（2018年）[71]
- 第五屆青年夢想實踐家（2018年）
- 香港教育大學榮譽院士（2019年）[72]
- 香港樹仁大學榮譽社會科學博士學位（2021年）

## 成就
李慧詩的「不死精神」一直被香港人視為榜樣。她自幼患有貧血，在每次進行高強度訓練或比賽後，皆需要比其他人長的時間恢復體力，但她並未視之為阻礙。2006年，她在一次訓練中意外翻車導致手腕骨裂，曾三度手術失敗。因此，其教練沈金康曾勸她退役，但被她拒絕，在養傷期間仍堅持訓練。其努力令她在2010年亚洲运动会中500米計時賽上打破亞洲紀錄，贏得首面亞運金牌。
2012年後，沈金康稱未來四年是李慧詩的黃金年齡，亦是港隊的金牌希望。但她不幸在2016年里約奧運的競輪賽中與澳洲選手碰撞，導致獎牌希望落空。之後，她負傷轉戰爭先賽，並力拚至8強賽，最後獲總排名第六。她在受訪時泣不成聲，表示「當日你問我痛不痛，我個心真的好痛，我覺得傷口沒所謂，我忍到，但我付出了很多，我沒想過一撞就失去了決賽資格。」同年，其恩師普林俊在訓練基地猝逝，令她一度萌生退意。
2017年，她在亞洲室內運動會完結後，宣布暫時不參與任何比賽重返校園，成為香港浸會大學創意及專業寫作系學生。最後，她決定為夢想堅持下去，於2018年亞洲運動會出戰取得佳績，之後連續20個月在爭先賽上未嘗敗績，因此為香港單車隊在2020年東京奧運爭取到兩個席位。
之後，李慧詩已成為較年長的車手，在東京奧運舉行前，她一直堅持只有極少數人能承受的訓練強度備戰奧運。
「其實每一個人都會老一歲，我不覺得年齡是個障礙，我好感恩，一直都頂得住沈教練（總教練沈金康）的訓練強度，這種訓練可能一千萬個人只有一個承受到，而我又做到，我練得比別人多一倍，這令我的信心比以前更強大，別人一日練四、五組，我練十組。」
2020年東京奧運，李慧詩在競輪賽未能奪得獎牌後，曾一度在翌日舉辦的爭先賽16強中失利，跌入復活賽之中。之後，她以「最強大腿」的威力，接連復活晉級16強賽、12強賽、8強賽及4強賽，最終事隔九年後再度奪得奧運會銅牌。她是當屆女子29名爭先賽選手中，年紀第二大的選手。

## 政府電視宣傳片
- 2013年：政府電視宣傳短片 - 道路安全議會《騎單車　安全才是第一》（主角）。[84]
- 2022年：政府電視宣傳短片 - 衛生署《黐少啲凳 每天行多一陣》（主角）。[85]
- 2022年：政府電視宣傳短片 - 環境及生態局《香港氣候行動藍圖2050》（主角）。[86]

## 廣告
- 2012 - 2014年：屈臣氏蒸餾水 代言人
- 2012年：Uniqlo 代言人
- 2014年：恆生銀行優進理財 代言人
- 2018年：國泰航空 代言人

## 著作
- 2022年：《身上的每道傷疤》（牛津大學出版社）

## 進修
2013年10月，李慧詩獲香港教育大學取錄，入讀健康教育學士課程。同年11月10日，李慧詩完成香港浸會大學神學文憑。2017年11月17日，完成教大的健康教育學士課程，獲一級榮譽學位畢業。
2018年9月，李慧詩在完成雅加達亞運後重投學業，入讀香港浸會大學創意及專業寫作學士課程。

## 外部連結
- 李慧詩的Facebook專頁
- 李慧詩的Instagram帳戶
- 维基共享资源上的相關多媒體資源：李慧詩